# アルファロメオ・33/2クーペ・スペチアーレ
アルファロメオ・33/2クーペ・スペチアーレ（Alfa Romeo 33/2 Coupe Speciale）は、アルファロメオのコンセプトカー。

## 概要
1969年のパリ・サロンで発表された。デザインはピニンファリーナのレオナルド・フィオラヴァンティ。シャシーのシリアルナンバーは750.33.115。

## 特徴
抑揚に富んだボディはレモンイエローに塗られている。フロントフェンダー前部が突き出したデザインなどはフェラーリ・P5との共通点が見られる。